# Aleh Kulaszou
Aleh Alaksandrawicz Kulaszou (biał.: Алег Аляксандравіч Куляшоў; ros.: Олег Александрович Кулешов, Oleg Aleksandrowicz Kuleszow; ur. 20 sierpnia 1976 w Mińsku) – białoruski narciarz, specjalista narciarstwa dowolnego. Jego największym sukcesem jest brązowy medal w kombinacji wywalczony podczas mistrzostw świata w Iizuna. Startował także w jeździe po muldach na igrzyskach olimpijskich w Nagano, gdzie zajął 29. miejsce. Najlepsze wyniki w Pucharze Świata osiągnął w sezonie 1995/1996, kiedy to zajął trzecie miejsce w klasyfikacji kombinacji.
W 1998 r. zakończył karierę.

## Osiągnięcia

### Igrzyska olimpijskie
| Miejsce | Dzień     | Rok  | Miejscowość | Konkurencja      | Zwycięzca     |
| ------- | --------- | ---- | ----------- | ---------------- | ------------- |
| 29.     | 11 lutego | 1998 | Nagano      | Jazda po muldach | Jonny Moseley |

### Mistrzostwa świata
| Miejsce | Dzień     | Rok  | Miejscowość | Konkurencja        | Zwycięzca         |
| ------- | --------- | ---- | ----------- | ------------------ | ----------------- |
| 5.      | 16 lutego | 1995 | La Clusaz   | Kombinacja         | Trace Worthington |
| 24.     | 17 lutego | 1995 | La Clusaz   | Balet narciarski   | Rune Kristiansen  |
| 28.     | 18 lutego | 1995 | La Clusaz   | Jazda po muldach   | Edgar Grospiron   |
| 29.     | 19 lutego | 1995 | La Clusaz   | Skoki akrobatyczne | Trace Worthington |
| 3.      | 6 lutego  | 1997 | Iizuna      | Kombinacja         | Darcy Downs       |
| 37.     | 7 lutego  | 1997 | Iizuna      | Jazda po muldach   | Jean-Luc Brassard |

#### Miejsca w klasyfikacji generalnej
- sezon 1994/1995: 86.
- sezon 1995/1996: -

#### Miejsca na podium
1. Altenmarkt – 16 marca 1996 (kombinacja) – 2. miejsce